# Gare du Grand-Jardin
Gare du Grand-Jardin vasútállomás Franciaországban, Lisieux településen.

## Vasútvonalak
Az állomást az alábbi vasútvonalak érintik:
- Lisieux–Trouville - Deauville-vasútvonal

## Kapcsolódó állomások
A vasútállomáshoz az alábbi állomások vannak a legközelebb:
- Gare de Lisieux
- Gare de Pont-l'Évêque